# Черневка (Червенский район)
Черняк (бел. Чарняк) или Черневка (бел. Чэрнеўка)[уточнить] — бывшая деревня в Рованичском сельсовете Червенском районе Минской области Беларуси. В настоящее время часть деревни Виноградовка.

## Географическое положение
Расположена в 34 километрах к северо-востоку от Червеня, в 74 км от Минска, в трёхстах метрах (по прямой) к северо-западу от окраины деревни Виноградовка.

## История
Входила в состав Роваичского сельсовета Червенского района Минского округа (с 20 февраля 1938 — Минской области). На топографических картах 1920-х—1930-х деревня обозначалась как Черневка и насчитывала 6 дворов. В 1966 году деревня Черняк была включена в состав деревни Виноградовка.

## Население
- 1926 — 6 дворов
- 1936 — 6 дворов